# سن میگل (آریزونا)
سن میگل (به انگلیسی: San Miguel) یک منطقهٔ مسکونی در ایالات متحده آمریکا است که در آریزونا واقع شده‌است. سن میگل ۱۴٫۶۴ کیلومتر مربع مساحت و ۲۵٬۵۰۵ نفر جمعیت دارد.